# Oliera

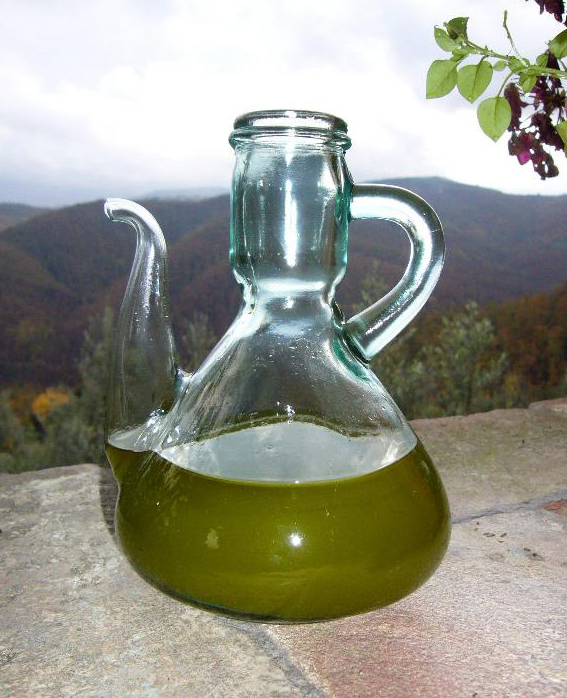
Oliera

Una oliera è un contenitore destinato a contenere e servire olio. È una piccola bottiglia a fondo piatto con un collo stretto. Le oliere hanno spesso un becco e possono anche avere un manico. Può avere un tappo o una copertura ed è realizzata in vari materiali come vetro, ceramica, acciaio inossidabile, ecc.).

## Uso

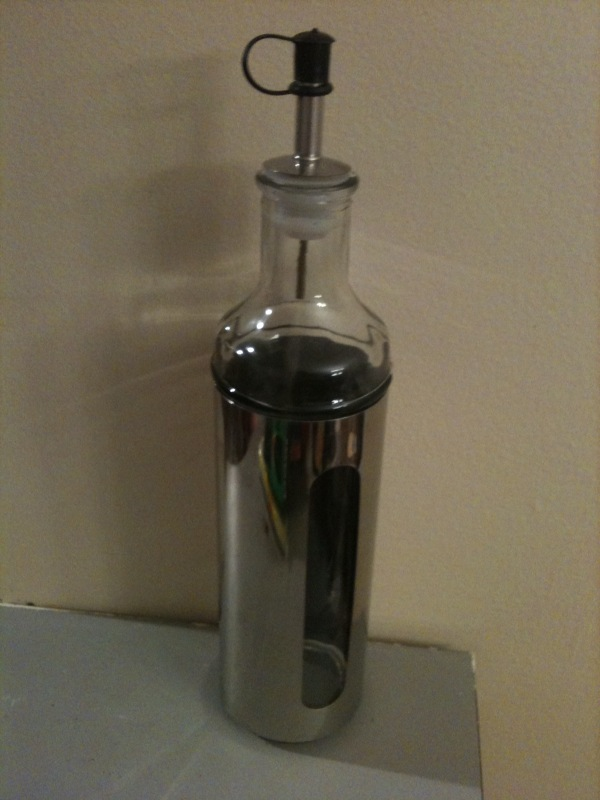
Una acetiera progettata per servire l'aceto sul tavolo

L'oliera di solito ha una funzione culinaria, come contenitore di condimenti liquidi come olio d'oliva o aceto (acetiera). Spesso ha un filtro incorporato per filtrare erbe e altri ingredienti solidi in modo che il liquido sia chiaro quando viene versato nel piatto.